# I bitwa pod Jemgum
Bitwa pod Jemgum – starcie zbrojne, które miało miejsce 14 października 1533 w trakcie powstania we Fryzji.
W konflikcie tym Baltazar von Esens z pomocą księcia von Geldern próbował odzyskać władzę we wschodniej Fryzji.
Oddziały Baltazara i księcia Gelderm składały się z ponad 2000 dobrze uzbrojonych i wyćwiczonych żołnierzy. Armia ta pod dowództwem Meinharda vom Ham wtargnęła do Fryzji po czym oszańcowała się w kościele w miejscowości Jemgum. Naprzeciwko niej stanęły siły fryzyjskie przeważające kilkakrotnie liczebnie jednak słabo uzbrojone. Fryzyjscy hrabiowie Jan i Enno Cirksena zaproponowali nawet przeciwnikowi poddanie się i wycofanie swoich oddziałów.
Ataki sił fryzyjskich były bardzo nieskoordynowane. Oddziały dostały się pod gwałtowny ostrzał sił geldryjskich i zmuszone były się rozproszyć. Około 400 ludzi poległo w tym ataku, wśród nich wielu szlachciców dowodzących siłami fryzyjczyków. Straty sił geldryjskich nie są znane, były jednak minimalne.
Na skutek walk spalono i splądrowano pobliskie miejscowości Leer i Oldersum. Zwycięstwo przywróciło Baltazarowi władzę we wschodniej Fryzji, jednak już jako wasal geldryjczyków.